# بختیاران
بختیاران، روستایی است از توابع بخش مرکزی شهرستان خوی استان آذربایجان غربی ایران.
این روستا در دهستان رهال قرار داشته و بر اساس سرشماری سال ۱۳۸۵ جمعیت آن ۲۸۵ نفر (۶۲ خانوار)
بوده‌است.